# Rudolf Koppitz

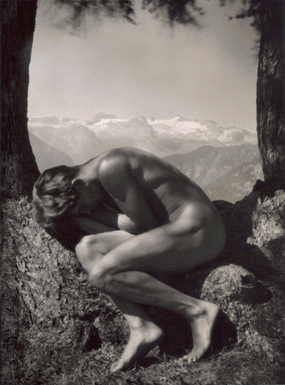
Im Schoß der Natur, Selbstporträt, 1923

Rudolf Koppitz (* 3. Januar 1884 in Schreiberseifen, Österreichisch-Schlesien, Österreich-Ungarn; † 8. Juli 1936 in Perchtoldsdorf, Niederösterreich) war ein österreichischer Fotograf.

## Leben
1897 absolvierte er eine Ausbildung zum Fotografen beim Atelierfotografen Robert Rotter in Freudenthal. Ab 1913 war er Assistent und nach dem Ersten Weltkrieg Lehrer an der Graphischen Lehr- und Versuchsanstalt in Wien.

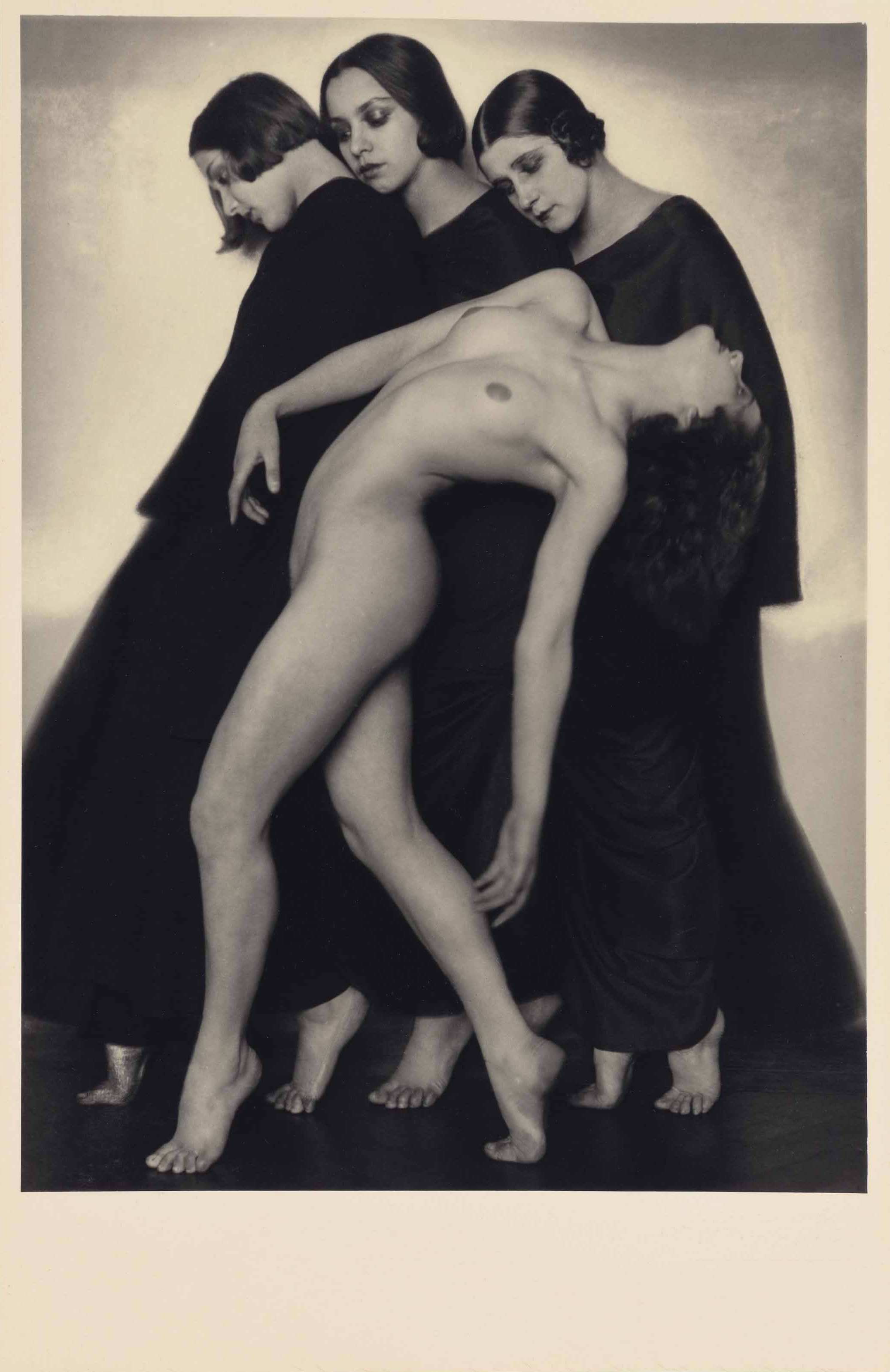
Bewegungsstudie, 1925

Bekannt wurde Koppitz in den 1920er Jahren vor allem mit Aktbildern, die in ihrer Formgebung und Ausgestaltung teils noch dem Jugendstil, teils dem Konstruktivismus nahestehen. Seine Aktstudien sind durch eine besondere Klarheit und Schärfe geprägt. Seine präzisen Kompositionen zeigen Frauen in dynamischen Posen, die Stärke und Schönheit vermitteln. Parallel zur Aktfotografie beschäftigte sich Koppitz auch mit anderen Genres wie Porträt-, Landschafts- und Architekturfotografie. Dabei blieb er stets auf der Suche nach neuen technischen und künstlerischen Herausforderungen, die er mit großer Leidenschaft und Hingabe meisterte.
Sein wohl berühmtestes Foto zeigt eine 1925 aufgenommene Bewegungsstudie der Tanzgruppe von Claudia Issatschenko, der Mutter der Choreografin Tatjana Gsovsky und des Sprachwissenschaftlers Alexander Issatschenko, in welcher eine unbekleidete Tänzerin vor einer Dreiecksformation aus drei dunkel gewandeten Tänzerinnen schreitend in einer Rückbeuge zu sehen ist. Einer seiner wichtigsten Schüler war Edward Hartwig.
Koppitz Ehefrau Anna (1895–1989) war ebenfalls Fotografin und arbeitete später als NS-Propagandistin und für den Reichsernährungsminister Walther Darré.

## Ausstellungen (Auswahl)
- 1924: Rudolf Koppitz, Gewerbeförderungsinstitut, Kammer für Handel, Gewerbe und Industrie, Wien
- 1928: Rudolf Koppitz, Akademie der Wissenschaften, Wien
- 1930: Rudolf Koppitz, Boston Camera Club (weitere Stationen in den USA: Kodak Park Camera Club Rochester; Camera Club of New York; Smithsonian Institution, Washington, D.C. (dort betitelt: Fifty-five Pictorialist Views by Professor Rudolf Koppitz); Chicago Camera Club; San Francisco Camera Club; Fort Dearborn Camera Club; Photographic Society, Philadelphia)
- 1936: Rudolf Koppitz. Land und Leute, Österreichisches Museum für Kunst und Industrie, Wien (heute: Museum für angewandte Kunst); Handelskammer, Graz
- 1995: Rudolf Koppitz: 1884-1936, Historisches Museum der Stadt Wien (weitere Stationen: Frankfurter Kunstverein, 1995; USA 1996 u. a.: University of Iowa Museum of Art; Mary and Leigh Block Gallery at Northwestern University; Patrick and Beatrice Haggerty Museum of Art at Marquette University)
- 1999: Rudolf Koppitz. Vintage Photographs 1908-1927, Galerie Rudolf Kicken, Köln
- 2002: Rudolf Koppitz and Heinrich Kühn, Kicken Berlin
- 2003: Das Auge und der Apparat. Eine Geschichte der Fotografie aus den Sammlungen der Albertina, Albertina, Wien (weitere Station: Fotomuseum im Münchner Stadtmuseum)
- 2007: Foto: Modernity in Central Europe, 1918-1945, National Gallery of Art, Washington D.C. (weitere Stationen: Solomon R. Guggenheim Museum, New York; Milwaukee Art Museum; Scottish National Gallery of Art, Edinburgh)
- 2008: Kicken in Wien. Die Weltmeister, Georg Kargl Fine Arts, Wien
- 2009: Pictorialism. Hidden Modernism. Photography 1896-2008, Kicken Berlin
- 2010: Rudolf Koppitz. Photographs 1912-1936, Galerie Johannes Faber, Wien
- 2012: Rudolf Koppitz and Other European Masters, Kicken Berlin
- 2013: Rudolf Koppitz, Moravská galerie, Brno
- 2016: Land & Leute. Aus der Fotosammlung der Albertina, Albertina, Wien